# Inhibiting-Hormone
Inhibiting-Hormone, auch Statine, sind Neurohormone, die in bestimmten Kerngebieten im Hypothalamus gebildet werden. Sie gelangen über ein spezielles Gefäßsystem, dem venösen Portalsystem, zum Hypophysenvorderlappen und hemmen hier die Bildung weiterer Hormone.
Einige Inhibiting-Hormone und ihre Wirkung:
- Somatostatin hemmt die Bildung von Somatropin (Wachstumshormon, Growth Hormon, GH)
- Prolactin Release-Inhibiting-Hormon (PIH), auch Dopamin, hemmt die Freisetzung von Prolaktin (PRL).
- Melanotropin-Release-Inhibiting-Hormon (MIH), auch Melanostatin, hemmt die Bildung des Melanotropin (MSH).